# Universidade de Reiquiavique

A Universidade de Reiquiavique (em islandês:  Háskólinn í Reykjavík  PRONÚNCIA; em inglês:  University in Reykjavík), também conhecida como RU, é a maior universidade privada da Islândia, localizada em Reiquiavique, a capital do país.
                                                                                                                                                                                                       
É propriedade da Câmara de Comércio Islandesa, da Confederação das Empresas Islandesas e da Federação das Indústrias Islandesas. O seu financiamento é feito através da contribuição do Estado, das propinas dos estudantes, de bolsas de investigação e das propinas dos programas educativos

Tem 3 393 estudantes e 445 empregados (2024), sendo os professores provenientes de 26 países diferentes para lecionar na universidade.                                                                                                 A universidade é completamente bilíngue, sendo as suas aulas em Inglês e em Islandês. Possui quatro escolas acadêmicas: Escola de Direito, Escola de Negócios, Escola de Ciências da Computação e Escola de Ciências e Engenharia.

## Departamentos
A Universidade de Reiquiavique conta com 7 departamentos:

- Departamento de Economia e Negócios
- Departamento de Ciência da Computação
- Departamento de Ciências do Desporto
- Departamento de Psicologia
- Departamento de Engenharia Aplicada
- Departamento de Engenharia
- Departamento de Direito